# Verioja
Verioja är ett vattendrag i landskapet Võrumaa i sydöstra Estland. Den är ett biflöde till Mustjõgi som i sin tur är ett biflöde till Gauja som mynnar i Rigabukten och i Lettland. Ån är 14 km lång.